# ミスエデュケーション (映画)
『ミスエデュケーション』（The Miseducation of Cameron Post）は2018年のアメリカ合衆国・イギリスのドラマ映画。監督はデジレー・アカヴァン、出演はクロエ・グレース・モレッツとジョン・ギャラガー・Jrなど。本作はエミリー・M・ダンフォースが2012年に上梓した小説『The Miseducation of Cameron Post』を原作としている。なお、本作は日本国内で劇場未公開となったが、2019年2月2日にDVDが発売された。

## ストーリー
1993年、キャメロン・ポストはプロムの夜に車の後部座席でプロムクイーンのコーリーと性交に及んだ。それを何者かに目撃された結果、キャメロンが同性愛者であることが知れ渡ってしまう。古い価値観の持ち主である叔母のルースは怒り狂い、キャメロンを治療施設「神の約束」へと送り込んだ。神の約束では同性愛者を異性愛者に転換させるための治療が行われていた。慇懃無礼な態度の上に、「同性愛は罪である」などと平然と口にする医療スタッフたちにうんざりさせられるキャメロンだったが、彼女は治療に対して必死の抵抗を続けていた。そうしているうちに、不本意にも治療を受けさせられている人たちとの絆が育まれていくのだった。

## キャスト
- キャメロン・ポスト: クロエ・グレース・モレッツ
- ジェーン・フォンダ: サッシャ・レイン
- リック・マーシュ神父: ジョン・ギャラガー・Jr
- アダム・レッド・イーグル: フォレスト・グッドラック（英語版）
- リディア・マーシュ医師: ジェニファー・イーリー
- コーリー・テイラー: クイン・シェパード
- エリン: エミリー・スケッグス（英語版）
- ジェイミー: ダルトン・ハロッド
- デイン・バンスキー: クリストファー・ディラン・ホワイト
- クロフォード牧師: スティーヴン・ホーク
- ヘレン・ショウォルター: メラニー・エアリック
- スティーヴ・クロンプス: アイザック・ジン・ゾルスタイン
- ブレット: マッケイブ・スライ
- ルース・ポスト: ケリー・バトラー（英語版）
- マーク: オーウェン・キャンベル（英語版）
- ベサニー: マリン・アイアランド
- おじいちゃん: デイル・ソウルズ（英語版）

## 製作
2016年11月、クロエ・グレース・モレッツ、サッシャ・レイン、ジョン・ギャラガー・Jr、フォレスト・グッドラック、ジェニファー・イーリーがキャスト入りしたと報じられた。

## 公開・興行収入
2018年1月22日、本作はサンダンス映画祭でプレミア上映され、ドラマ部門のグランプリを受賞した。3月23日、フィルムライズが本作の全米配給権を獲得したと発表した。27日、ヴァーティゴ・リリーシングが本作の全英配給権を購入したと報じられた。4月22日、本作はトライベッカ映画祭で上映された。7月10日、本作のオフィシャル・トレイラーが公開された。
当初、本作は2018年8月10日に全米公開される予定だったが、後に公開日は同年8月3日に前倒しされた。
2018年8月3日、本作は全米2館で限定公開され、公開初週末に4万8638ドル（1館当たり2万4319ドル）を稼ぎ出し、週末興行収入ランキング初登場40位となった。

## 評価
本作は批評家から好意的に評価されている。映画批評集積サイトのRotten Tomatoesには186件のレビューがあり、支持率86%、平均点は10点満点で7.5点となっている。サイト側による批評家の見解の要約は「『ミスエデュケーション』は機知や共感、寛容の精神を伴った上で、タイムリーな青春物語を展開している。」となっている。また、Metacriticには36件のレビューがあり、加重平均値は69/100となっている。